# بيت فان كلافيرين
بيت فان كلافيرين (بالهولندية: Piet van Klaveren)‏ (1 سبتمبر 1930 – 28 أبريل 2008) هو ملاكم هولندي راحل، مثّل بلاده في الألعاب الأولمبية الصيفية 1952.

## روابط خارجية
بيت فان كلافيرين على موقع بوكس ريك (الإنجليزية) (registration required)
- بيت فان كلافيرين على موقع أوليمبيديا (الإنجليزية)